# Линия Мажино

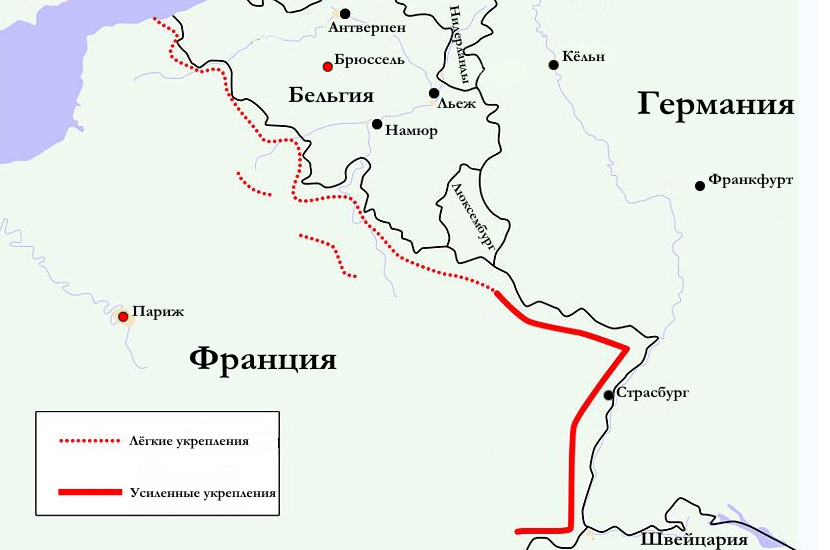

Ли́ния Мажино́ (фр. la Ligne Maginot) — система французских укреплений на границе с Германией от Бельфора до Лонгийона. Была построена в 1928—1936 (по другим данным — в 1926—1936) годах по предложению Комиссии по приграничным укреплениям под руководством военного министра Франции (вначале Поля Пенлеве, а с 1929 года Андре Мажино, в честь которого названа). Главная полоса обороны, проходившая от Лонгийона до Бельфора, имела протяжённость по фронту около 400 км и глубину 10-22 км (включая полосу обеспечения глубиной 4-14 км).
Кроме французских укреплений, к оборонительным сооружениям линии Мажино следует добавить и 350 блокпостов, построенных Британскими экспедиционными силами в своей оперативной зоне вокруг города Лилль в 1939—1940 годах по своим проектам.
В результате 12-летнего строительства на северо-восточной границе Франции образовалась почти непрерывная оборонительная фортификационная линия, которая начиналась около Дюнкерка на севере Франции и заканчивалась на острове Корсика. За это время было построено более 100 км подземных галерей, что сопоставимо с длиной линий парижского метро, существовавшего в 1935 году. Проложено более 900 км автомобильных и железных дорог. На оборонительных сооружениях было установлено почти 2500 бронебашен различного типа и назначения.
По состоянию на 1939 год все оборонительные сооружения на северо-восточной границе Франции были разделены на 25 секторов, которые были сгруппированы в следующие оборонительные линии и укрепрайоны:
— оборонительная линия на франко-бельгийской границе (сектора 1-7), которая ещё называлась «Продолжением Линии Мажино», имела протяженность в 620 км;
— укреплённый район Мец (сектора 8-12) являлся центральной и наиболее сильно укрепленной частью оборонительных линий Франции. Его протяженность достигала 100 км;
— укрепрайон Лаутер (сектора 13-15) — оборонительная линия на франко-германской границе, общей протяженностью около 75 км;
— Рейнский фронт (сектора 16-22) — оборонительная линия, состоящая из двух частей — Рейнской линии и линии на Франко-швейцарской границе. Общая длина составляла около 180 км;
— Альпийская линия (сектора 23-25) — оборонительная линия на франко-итальянской границе, общей протяженностью около 180 км.
Таким образом, длина всей линии Мажино составляла 1150 км, из которых примерно 400 км были заняты тяжёлыми крупными укреплениями, а 750 км — лёгкими. В её состав входили: 118 больших и малых фортов, около 750 казематов, около 100 убежищ и вооруженных казарм и почти 15 тысяч блокпостов (блокхаусов) и наблюдательных пунктов. На их вооружении находилось 680 крепостных артиллерийских орудий, более 2 тысяч миномётов, около 20 тысяч пулемётов.
Оборонительная полоса от Страсбура до Бельфора опиралась на естественные препятствия (река Рейн и канал Рейн — Рона) и не имела мощных укреплений. На наиболее опасных направлениях были созданы 22 крупные группы (ансамбля) долговременных оборонительных сооружений. Они соединялись между собой подземными галереями и имели убирающиеся внутрь орудийные башни со 135-мм пушками, а также артиллерийские и пулемётные казематы, помещения для личного состава, склады с 3-месячным запасом продовольствия и боеприпасов, установки для фильтрации воздуха, автономные электростанции, водопровод, канализацию и пр. Бетонное перекрытие (до 3 м) выдерживало прямое попадание двух 420-мм снарядов. Гарнизон наиболее крупных сооружений насчитывал до 1,2 тыс. чел. Для обслуживания Линии Мажино были созданы специальные крепостные войска (к маю 1940—224 тыс. чел.).

## Цели создания
Линия Мажино была построена для выполнения нескольких целей:
- Для того, чтобы избежать внезапного нападения и дать сигнал к началу оборонных мероприятий.
- Чтобы защитить Эльзас и Лотарингию (эти территории были отданы Франции в 1919[3]) и их промышленный потенциал.
- Чтобы быть использованной в качестве стратегического плацдарма для контрнаступления.
- Для того, чтобы сдержать наступление противника на время проведения мобилизации и до тех пор, пока основная часть армии могла бы быть подведена к линии.

## История
Выйдя из Первой мировой войны Франция вернула себе Эльзас и Мозель, которые находились далеко за системой укреплений прежней территории страны. Уже в 1919 году французский Генеральный штаб допускал, что потенциальный враг Франции Германия в скором времени попытается взять реванш за поражение в войне, несмотря на международные договоренности. Чтобы избежать каких-либо неожиданностей и действовать в рамках оборонной стратегии государства, французские политики и генералы решили построить барьер, который позволял бы стране защитить себя от неожиданного вторжения, чтобы успеть армии мобилизовать свои силы обороны, а также оптимально защитить экономически сильные регионы Эльзаса и Лотарингии.
После шестилетних дебатов о том, какой должна быть оборонительная стратегия, в 1925 году была создана Комиссия по защите границ, которая в 1926 году, наконец-то подготовила первые принципы обороны границы. Они базировались на создании тяжёлых укреплённых районов и заполнении интервалов между ними лёгкими укреплениями. В этом же документе определялась структура укрепрайонов, дизайн фортов, промежуточных структур и инфраструктуры. Для воплощения этих замыслов в дело, в 1927 году Министерство обороны Франции создало специальный орган — Комиссию Организации Укреплённых Регионов (или КОРФ), которая определяла и утверждала все планы, виды оружия, организацию обороны, технические элементы и систему материально-технического обеспечения новой линии обороны. КОРФ также отвечала за внедрение новейших разработок в фортификации и вооружении в процессе строительства линии. Тем не менее проектирование и строительство линии велось на знаниях и опыте Первой мировой войны. Уже в это время французы отставали не только в производстве вооружения, самолётостроении, ПВО, артиллерии, но и в теоретических разработках тактики и стратегии ведения военных операций. Исповедуя принцип «окопной войны», французское военное командование заложило его и в концепцию построения оборонительной линии, которую они видели своеобразной «китайской стеной».
На линии предполагалось создать укреплённые районы со сплошным фронтом и глубиной обороны до 10-15 км. Вокруг крупных оборонительных сооружений планировалось построить большое количество легких укреплений для блокирования подходов (дорог, просек, русел речек и тропинок) к большим сооружениям. Ближайшие к границе укрепления планировалось использовать лишь для размещения пограничных войск и постов наблюдения. Крупные оборонительные сооружения должны были своим артиллерийским огнем не только поддерживать друг друга, но прикрывать интервалы между собой. В интервалах размещались между фортами более мелкие оборонительные казематы, которые, в основном пулемётным, а иногда и артиллерийским огнем, превращали их в полностью простреливаемую территорию. В качестве средства борьбы с бронетехникой противника казематы вооружались противотанковыми орудиями 25-47-мм калибра. Расстояние между казематами не должно было превышать 1 200 м, между фортами −3-5 км. Предполье фортов и казематов защищалось противотанковыми и противопехотными препятствиями. Все элементы линии должны были быть связаны дорогами, узкоколейками, а также подземной телефонной связью.
Склады фортов, казармы для личного состава, заполняющего полевые укрепления, трансформаторные подстанции для электроснабжения, планировалось размещать за пределами оборонительных сооружений. Все элементы оборонительных сооружений были стандартизированы и унифицированы в производстве и монтаже, что ускоряло и удешевляло строительство. Степень защиты сооружений определялась из возможности их противостояния известному на момент проектирования оружию.
В свою очередь вооружение, устанавливаемое на оборонительных сооружениях, также соответствовало на то время современным образцам. Так для пулемётов использовался калибр в 7,5 мм и 13,2 мм. Миномёты имели 50-мм и 80-мм калибр. Противотанковые орудия — 25-мм, 37-мм и 47-мм калибр. Казематные орудия применялись 75-мм и 135-мм калибра, при этом имея высокую скорострельность — до 30 выстрелов в минуту. Планировалось, что оборонительные сооружения на постоянной основе будут занимать специальные крепостные войска. Заполнение пехотных укреплений между оборонительными сооружениями предполагалось только в военный период и регулярными войсками.
Строительство оборонительной линии началось в августе 1928 года в Приморских Альпах, по проектам, одобренных ещё в 1927 году. Это решение было вызвано тем фактом, что Италия, возглавляемая фашистами с 1922 года, рассматривалась как угроза задолго до Германии. До 1930 года на строительство укреплений было израсходовано 250 млн франков. На 1930—1934 годы было выделено 2,9 млрд франков, а вскоре увеличили до 3,4 млрд, которые предполагалось освоить в два этапа. В 1929—1932 годах планировалось построить укрепрайон Мец, Альпийскую оборонительную линию и Лаутер. В 1931—1934 годах собирались построить лёгкие укрепления в горах Вогезы. Однако финансовый кризис, поразивший Францию в 1931 году, привел к инфляции и удорожанию стоимости работ. Кроме того, первоначальная оценка стоимости некоторых конструкций и многих работ оказалась заниженной. В результате второй этап строительства практически замер без финансирования, и лишь в 1934 году дополнительное выделение 1,3 млрд франков позволяет возобновить строительство и погасить образовавшиеся долги перед подрядчиками. Так были расширены укрепления на линии Лаутер, сооружены укрепления в секторах Шельды, Саара, Монтмеди и Мобежа.
Начиная с 1934 года «гигантизм» в строительстве укреплений закончился. Стали применять более рациональные конструкции, хотя и с меньшими оборонительными характеристиками. Особенно это стало заметно в значительном уменьшении артиллерийских блоков. Примечательно то, что за дополнительно выделенную сумму в 1,3 млрд удалось построить столько же укреплений, сколько в предыдущие годы за 3,4 млрд. Таким образом, строительство основных укреплений к концу 1935 года было практически закончено, на что страна потратила 6 лет и почти 5 млрд франков. И хотя многие объекты планировалось в будущем расширить и усилить, из-за отсутствия финансирования до начала войны они так и остались недостроенными.

Возвращение Рейнской области в Германию в 1935 году и политические потрясения, связанные с бельгийской декларацией о нейтралитете в 1936 году, привели к необходимости усиления линии укрепрайона «Рейнский фронт» и границы с Бельгией — сектор «продолжение линии Мажино». Однако средств на крупные оборонительные сооружения уже не было. Поэтому строительные работы в 1935—1936 году продолжались, но по сооружению небольших, лёгких укреплений, которые возводились самими воинскими частями, а не гражданскими строительными организациями, как это было ранее. Кроме того, в этот период, строятся укрепления, заполняющие интервалы между фортами и казематами всех оборонительных линий. Мелкие укрепления, в силу конструктивной простоты, применения менее квалифицированного труда и стандартизированных конструкций, потребовали значительно меньших финансовых затрат при колоссальном объёме строительства — 15 тысяч блокпостов. Этот новый этап строительства больше не финансировался из многолетнего программного закона, а из бюджетных ассигнований, утверждаемых ежегодно в контексте распределения общего оборонного бюджета. Несмотря на все это, в течение 1936—1939 года на оборонительные линии было израсходовано в общей сложности 2,4 млрд франков. Таким образом, приблизительная сумма затрат на строительство всех секторов линии Мажино составила не менее 7,4 млрд франков, а не 3 млрд, как принято считать в популярной литературе.

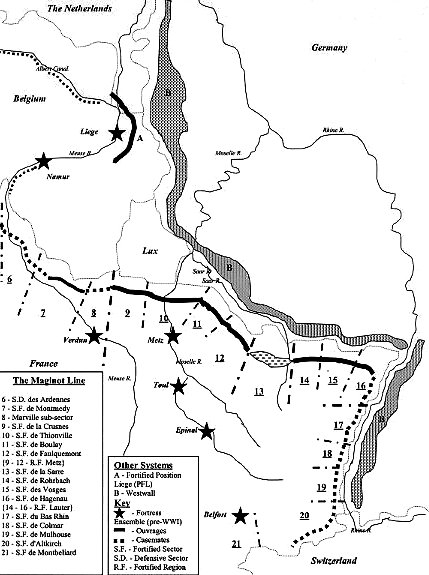

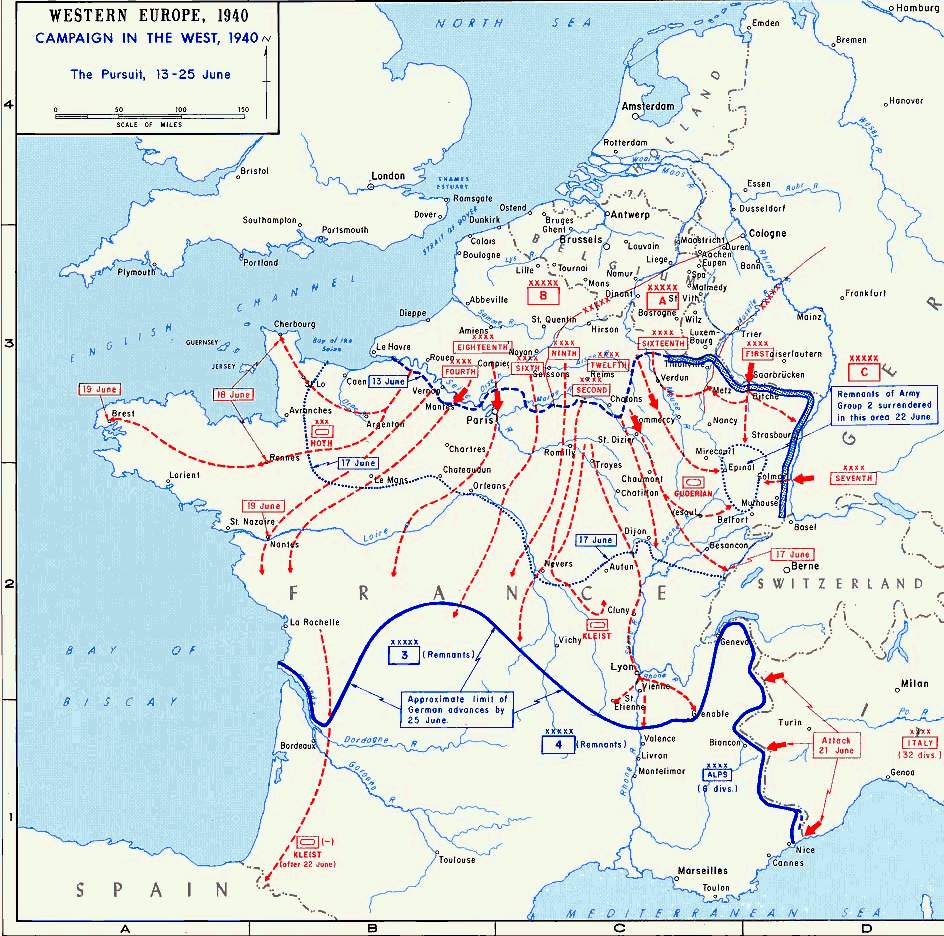
Французская кампания

План действия 75-мм турели 3-го блока форта Шоненбург

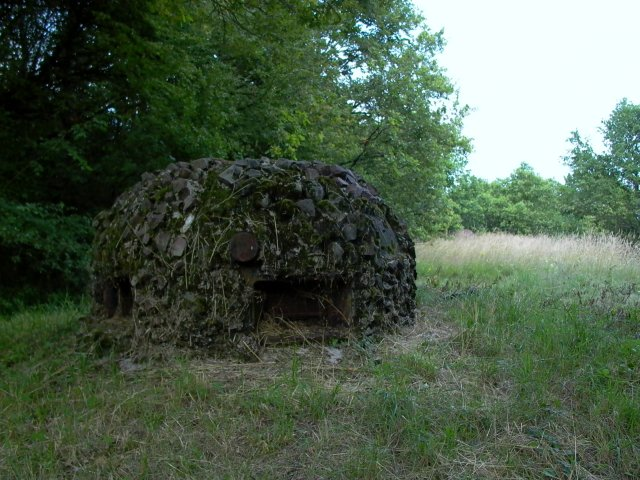
Броневой купол типа ГФМ в маскировке на одном из блоков укреплённой группы «Хакенберг» Линии Мажино

Перед первой линией обороны были вырыты противотанковые рвы и выставлены заграждения из противотанковых ежей. За первой линией обороны располагалась сеть опорных точек — бетонных площадок для пехоты, артиллерии, прожекторов и т. д. У этих точек на глубине около 50 метров под землёй находились склады боеприпасов и снаряжения, снабжённые лифтами. Ещё дальше размещались позиции дальнобойных крупнокалиберных орудий на железнодорожном ходу. Была также модернизирована старая оборонительная линия, состоящая из фортов Бельфор, Эпиналь, Верден и др. Глубина обороны Линии Мажино составляла 90—100 км.
Французские военные стратеги считали линию Мажино неприступной. После ввода немецких войск в Польшу в 1939 году Франция и Великобритания решили, что быстро помочь Польше они уже ничем не смогут, и вместо этого начали планировать длительную войну. В начале сентября Франция нерешительно двинула свои войска в Саарскую область, но 4 октября, после поражения Польши, вновь отвела их за линию Мажино (так называемая Странная война). В 1940 году германские войска стремительно обошли линию Мажино с севера через Арденны. После капитуляции Франции гарнизон линии Мажино сдался.
14 июня 1940 года 1-я и 7-я пехотные армии группы армий «С» генерал-полковника Вильгельма фон Лееба (19 июля 1940 года произведён в генерал-фельдмаршалы) атаковали линию Мажино и прорвали её. Оборонительные сооружения линии Мажино были прорваны за несколько часов в результате наступления пехоты даже без танковой поддержки. Германская пехота наступала при мощной авиационной и артиллерийской поддержке, широко применялись дымовые снаряды. Вскоре выяснилось, что многие из французских дотов не выдерживают прямых попаданий артснарядов и авиабомб. Кроме того, большое количество сооружений не были приспособлены для круговой обороны, и их легко можно было атаковать с тыла и фланга гранатами и огнемётами.
Многие историки считают, что в условиях современной войны такие высокозатратные фортификационные сооружения довольно уязвимы и не обеспечивают эффективную защиту. Однако по большей части линия Мажино, как она была задумана создателями в 1920-х годах, выполнила свою основную задачу, которая состояла в ограничении масштаба атак на позиции, защищённые линией. Главная и качественно выстроенная часть линии была построена до 1936 года, когда Бельгия отказалась от союзнического пакта с Францией, объявив нейтралитет, что вынудило последнюю спешно достраивать линию вдоль бельгийской границы до Атлантического океана. Эта новая часть линии была построена в спешке и не была доведена до должного уровня защиты. Поэтому, когда говорится о прорыве линии Мажино, то имеется в виду прорыв новых участков линии, построенных в болотистой местности, где строительство подземных сооружений было очень затруднено. Поражение Франции в 1940 году не было результатом недостатков центральной части линии (которая, несмотря на многочисленные попытки германской армии, была прорвана лишь в двух местах, что произошло уже после падения Парижа и отступления большей части французской армии), а произошло в результате многочисленных стратегических просчётов правительства Французской республики, не сумевшего воспользоваться теми преимуществами, которые создавались существованием этой мощной оборонной линии.
После окончания войны часть сооружений линии Мажино была передана под склады военного имущества. Своеобразной видеоэкскурсией по линии Мажино в XXI веке может служить французский художественный фильм 2004 года «Багровые реки 2: Ангелы апокалипсиса».

## Галерея

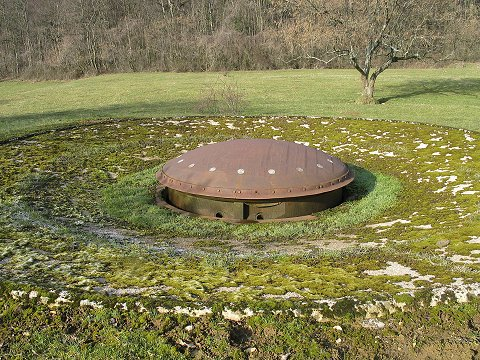
81-мм башня образца 1932 г.
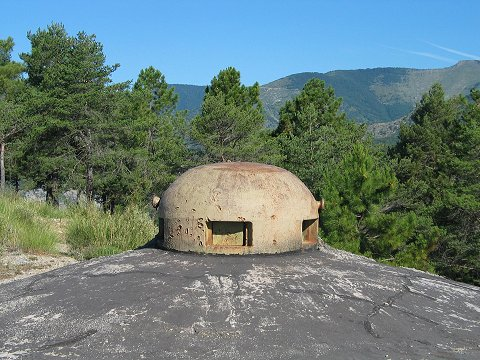
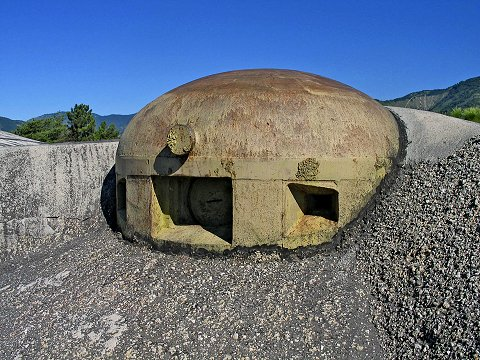
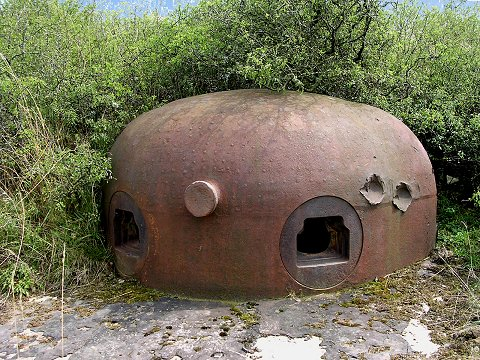
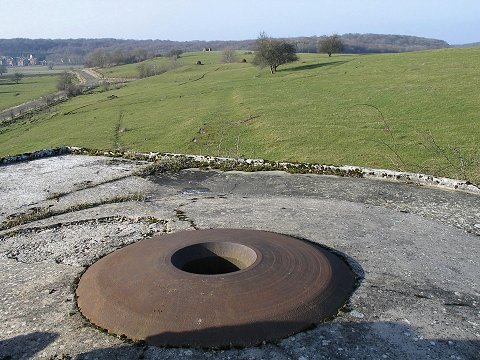
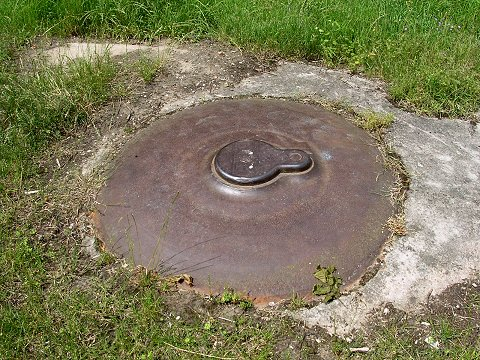
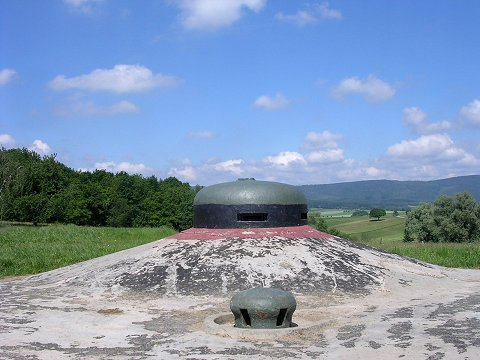
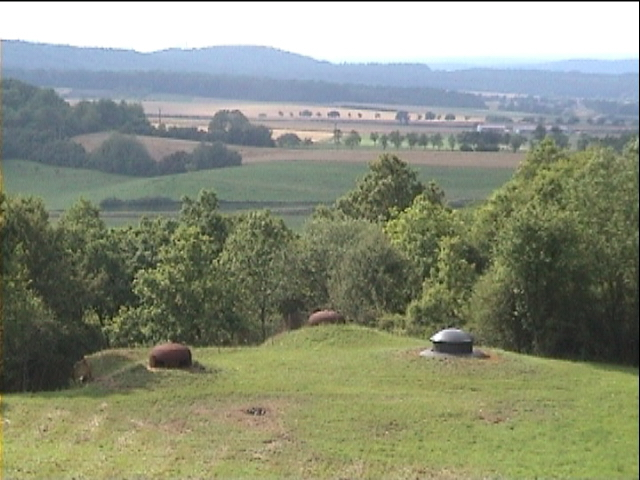
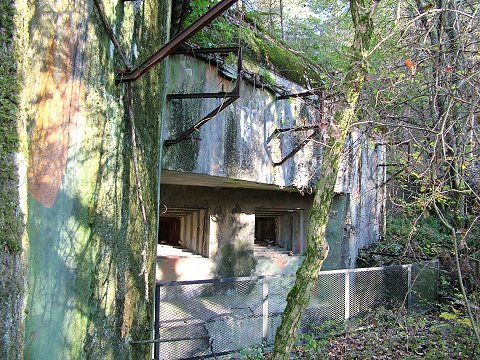
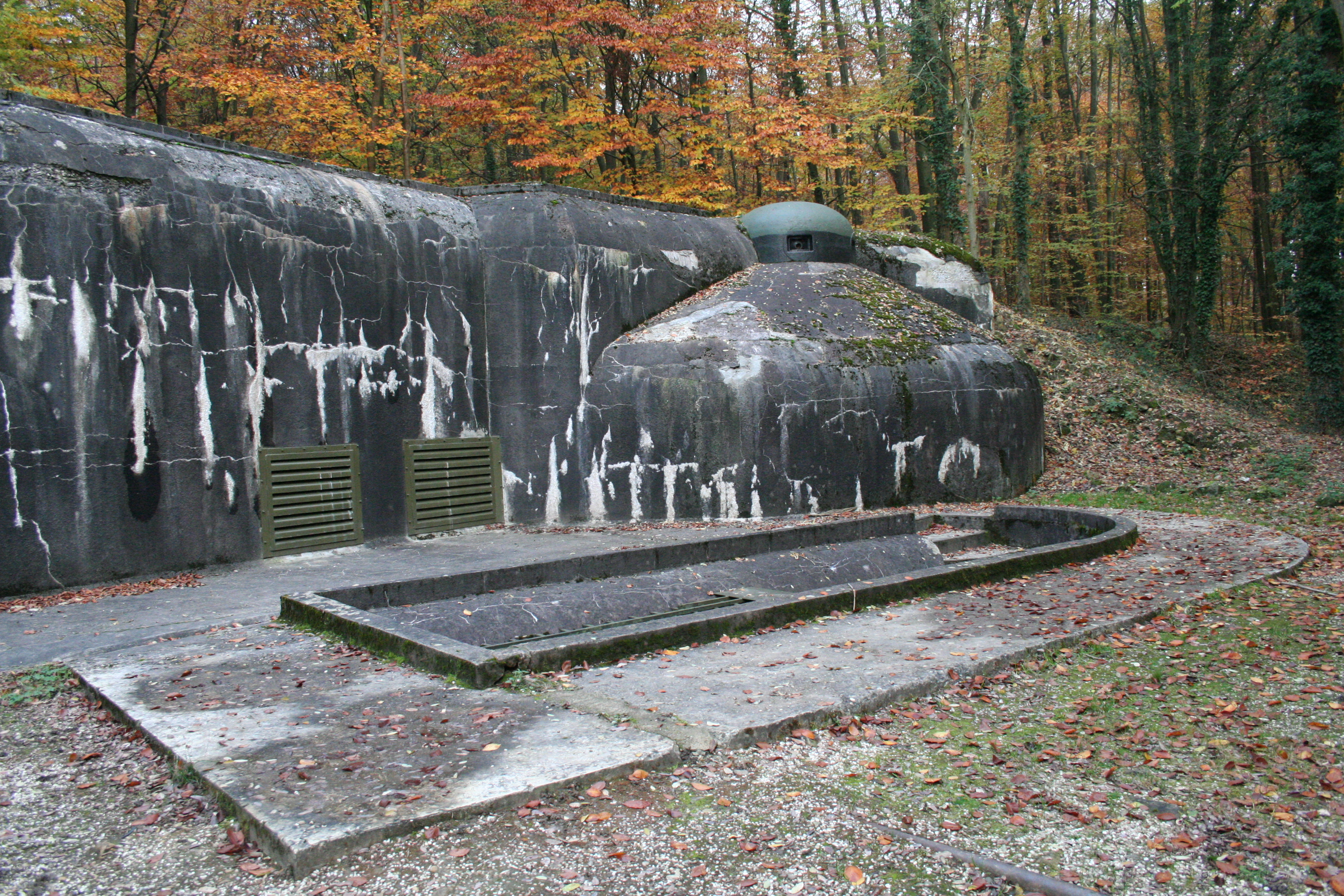
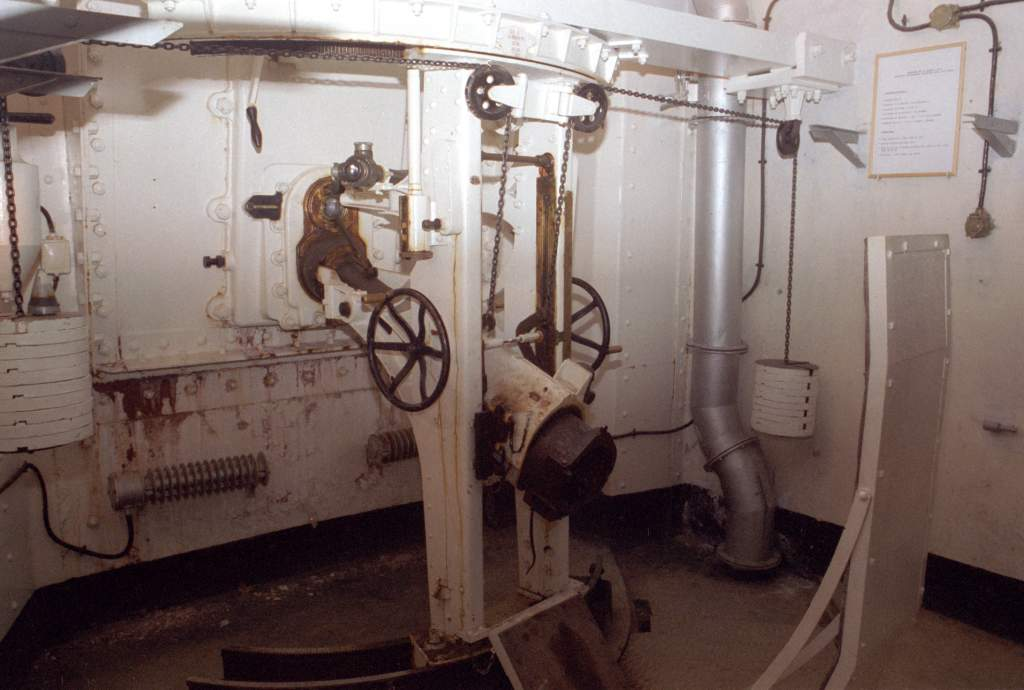
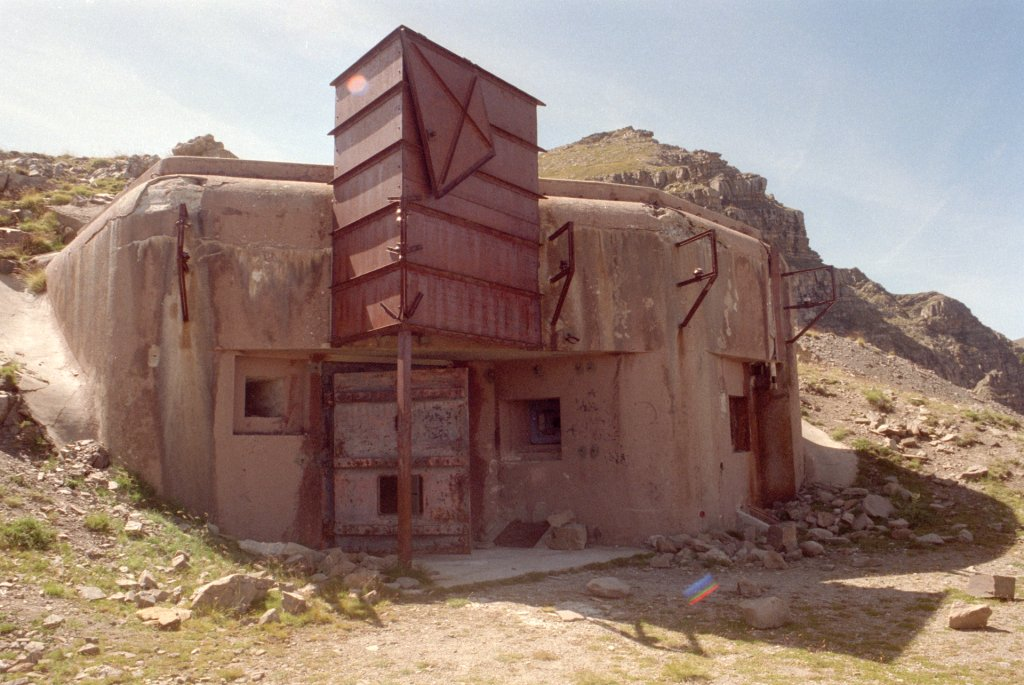
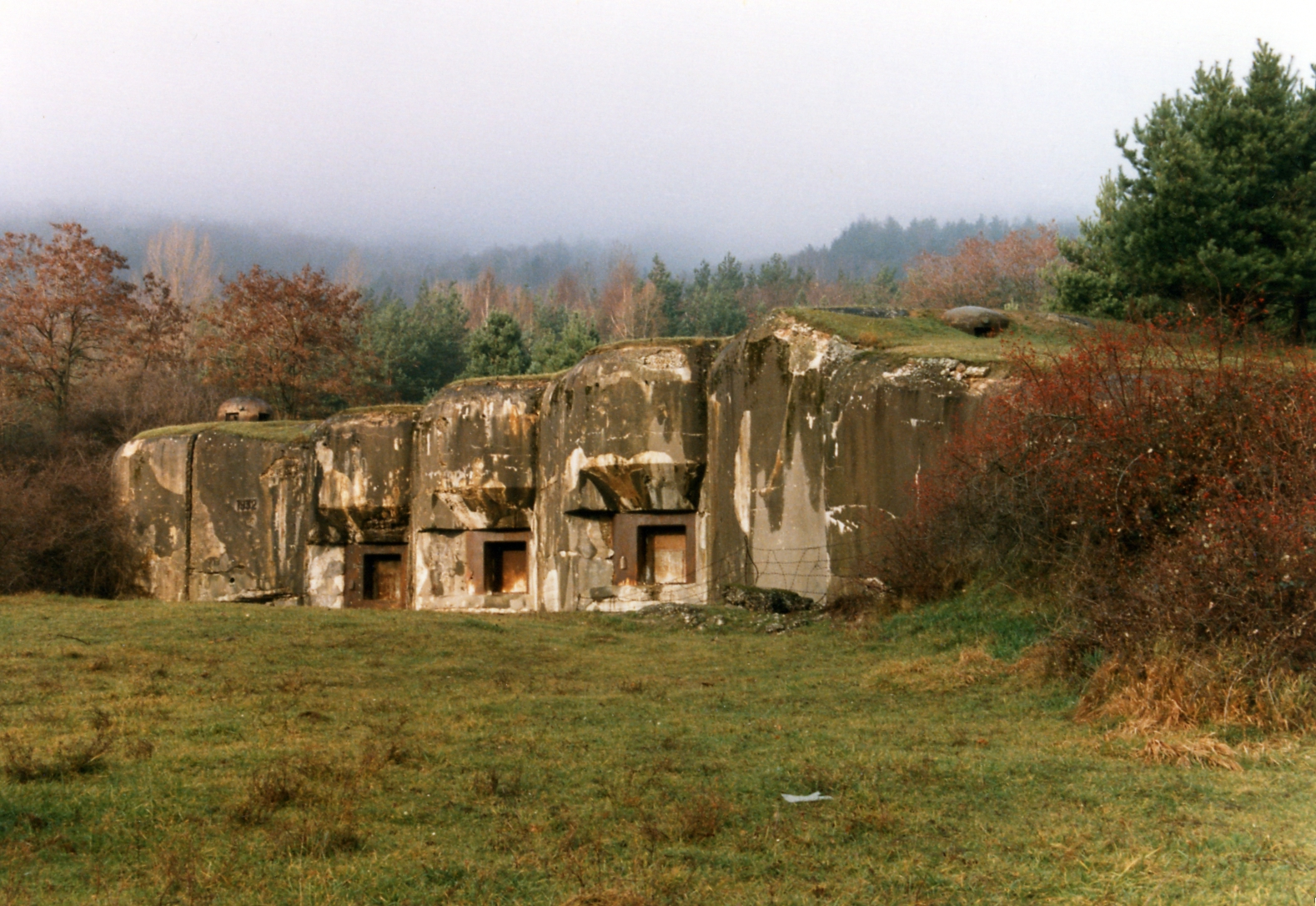
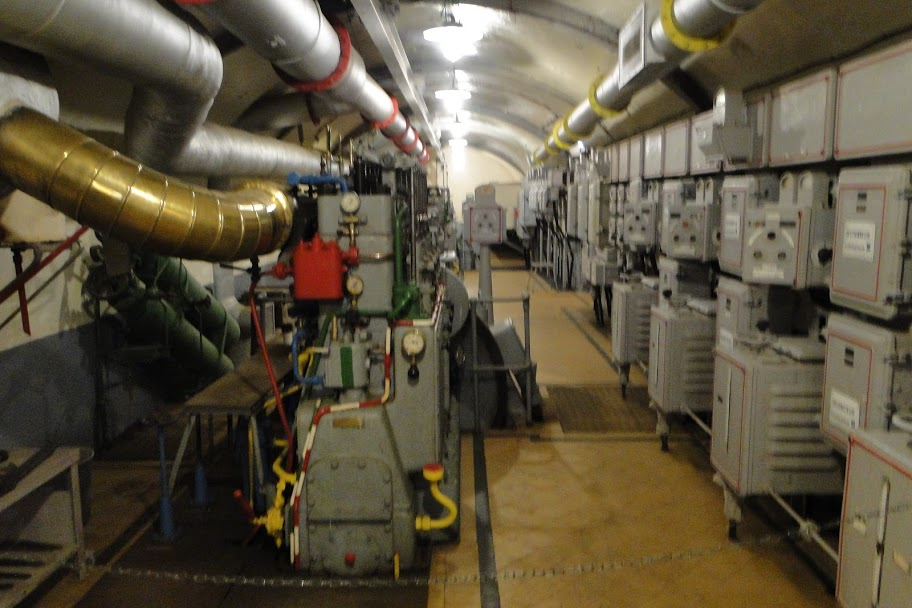

## Видео
- Tourelle de 75 modèle R32 (Four à Chaux, Ligne Maginot)  (фр.)  (Дата обращения: 15 июня 2011) (видео удалено навсегда)
- La ligne Maginot : ce qu’on ne vous a pas dit  (фр.)  (Дата обращения: 17 января 2022)